# 広島県道321号金屋壬生線
広島県道321号金屋壬生線（ひろしまけんどう321ごう かなやみぶせん）は、広島県安芸高田市から山県郡北広島町に至る一般県道である。

## 概要
安芸高田市美土里町本郷から山県郡北広島町川井に至る。
路線名称に用いられている金屋は安芸高田市美土里町本郷の二つの小字である砂金・増屋の合成地名である。

### 路線データ
- 起点：安芸高田市美土里町本郷（広島県道・島根県道6号吉田邑南線交点）
- 終点：山県郡北広島町川井（島根県道・広島県道5号浜田八重可部線交点）
- 総延長：9.2 km

## 路線状況

### 道路施設

#### トンネル
- 塩瀬トンネル：延長298 m、2004年（平成16年）竣工、安芸高田市

## 地理

### 通過する自治体
- 安芸高田市
- 山県郡北広島町

### 交差する道路
| 交差する道路                        | 市町村名   | 市町村名   | 交差する場所 | 交差する場所 |
| ----------------------------------- | ---------- | ---------- | ------------ | ------------ |
| 広島県道・島根県道6号吉田邑南線     | 安芸高田市 | 安芸高田市 | 美土里町本郷 | 起点         |
| 島根県道・広島県道5号浜田八重可部線 | 山県郡     | 北広島町   | 川井         | 終点         |

### 沿線
- 安芸高田市立美土里小学校（起点付近）
- 安芸高田市立美土里中学校
- 美土里郵便局
- 安芸高田市役所 美土里支所
- E2A 中国自動車道 本郷PA